# Hiro Yamamoto
Hiro Yamamoto (* 13. April 1961 in Seattle) ist ein US-amerikanischer Bassist japanischer Abstammung.
Zusammen mit Chris Cornell und Kim Thayil, mit denen er bereits in der Cover-Band The Shemps gespielt hatte, gründete Yamamoto die Grungeband Soundgarden. 1989 verließ er die Band, um sein Studium in Physikochemie an der Western Washington University zu beenden. Sein letzter Auftritt mit der Band fand im Melkweg in Amsterdam statt. Nach diesem gerieten die Bandmitglieder in einen Streit, nach welchem Yamamoto die Band verließ. Im Jahr 1991 trat er der Independent-Band Truly bei, die er 1998 verließ.